# Абу Зарр Али
Абу́ За́рр Али́, также известный под лакабом Ну́р ад-Ди́н Муха́ммад — 35-й имам касим-шахской ветви исмаилитов-низаритов.
Он наследовал своему отцу, аль-Мустансиру Биллаху III, после его смерти в 1498 году в Анджудане. Он, по-видимому, женился на сестре или дочери иранского шаха из династии Сефевидов Тахмаспа I. Однако, несмотря на эту тесную связь с правителями Персии, Сефевиды начали преследовать все другие течения шиизма, которые соперничали с их собственным вероучением иснаашаризмом, и Тахмасп начал преследование низаритов во время правление сына и преемника Абу Зарра Али, Мурада Мирзы.

## Примечание
1. 1 2  Daftary, 2007 [1990], p. 435.
2. ↑  Daftary, 2007 [1990], pp. 435—436.